# Ausseer Tracht

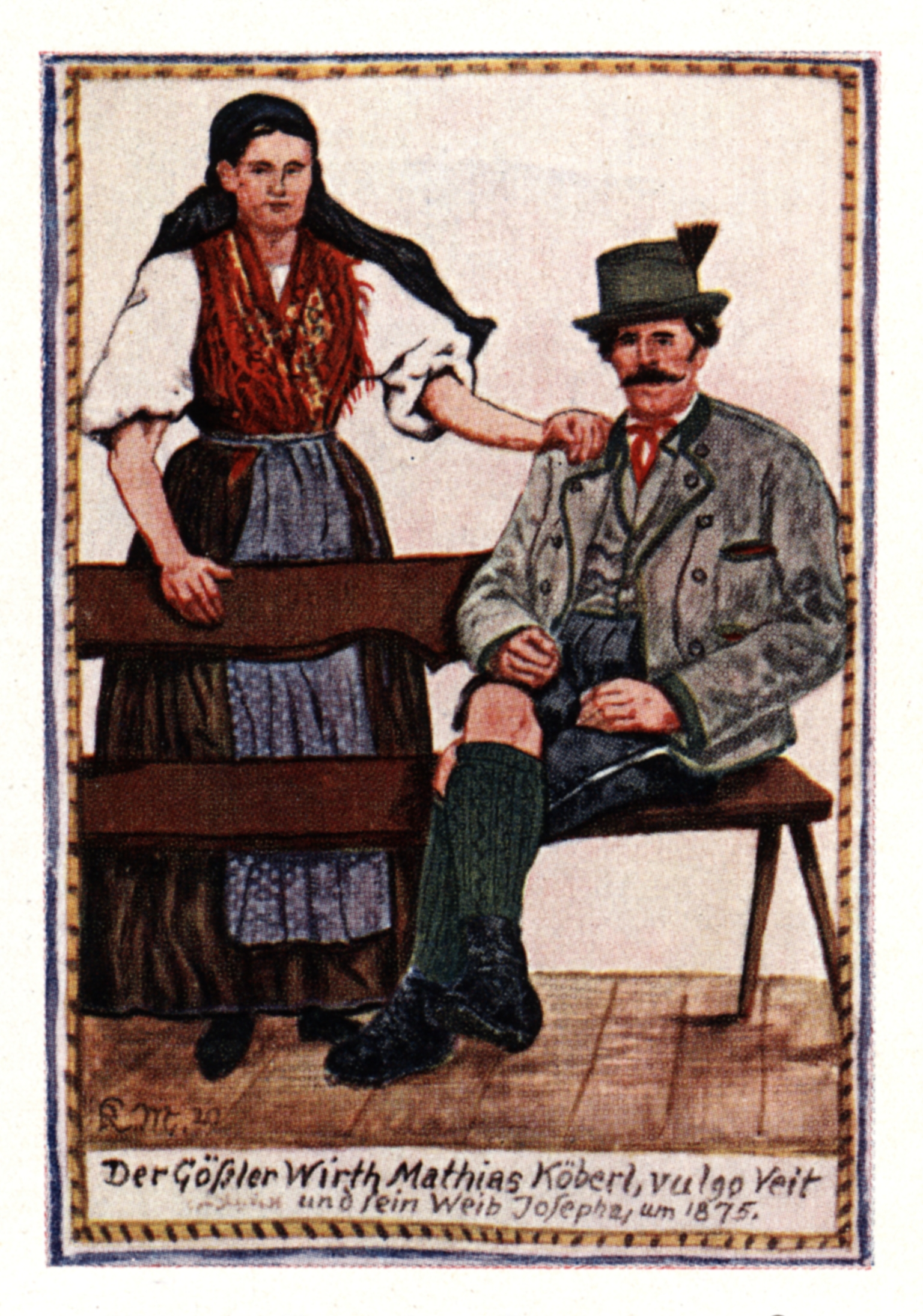
Grundlseer Trachten um 1875

Als Ausseer Tracht wird die traditionelle Kleidung der Bewohner des Ausseerlands bezeichnet. Wie fast überall entwickelte sich die Tracht aus der Arbeitskleidung und teilte sich später in eine Alltags- und eine aufwendigere Festtagstracht. Beide Formen waren stets modischen Einflüssen und dem Zeitgeschmack unterworfen. Durch diesen stetigen Wandel wurde die Tracht nie altmodisch und wird bis heute im Alltag und an Festtagen getragen.
Während über die alten Formen der Alltagstracht nur wenig Informationen vorhanden sind, ist die Festtagstracht der vergangenen drei Jahrhunderte gut dokumentiert. Der Brauchtumsforscher Konrad Mautner konnte viele Exemplare sammeln, die heute in der Trachtensammlung des Ausseer Kammerhofmuseums ausgestellt sind.

## Männer

### 18. und 19. Jahrhundert

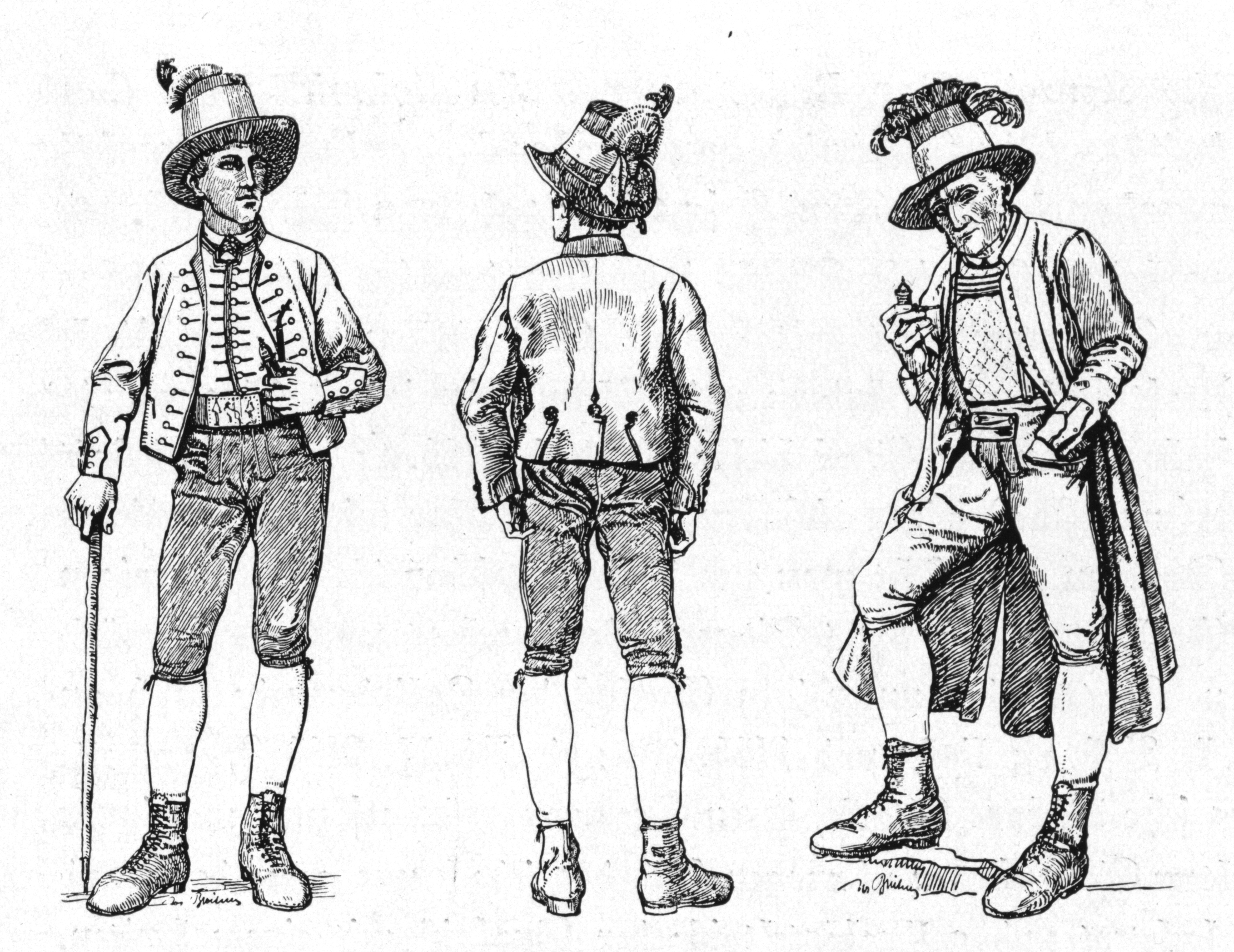
Ausseeer Männertrachten um 1830

Um 1770 bestand die Männertracht aus einer dunkelgrünen oder dunkelbraunen knielangen Tuchjacke und einer bis unter das Knie reichenden schwarzen oder dunkelbraunen Lederhose, die meist aus Hirschleder gefertigt war und zu der ein breiter bestickter Gürtel gehörte. Farbigkeit erhielt diese Tracht durch eine bunte Weste und ein buntes Halstuch, das als Krawatte getragen wurde. Der schwarze Hut hatte einen flachen Kopfteil und eine überbreite Hutkrempe. Anfang des 19. Jahrhunderts änderte sich die Männertracht unter dem Einfluss und dem Vorbild Erzherzog Johanns sehr entscheidend. Die Jacke wurde kürzer, die Lederhose zeigte mehr Stickereien, und der Hut wurde dem Biedermeierzylinder angepasst und erhielt ein breites grünes Seidenband. Damals wurden die Grundfarben grau und grün eingeführt, die sich auf das Grau der Berge und das Grün der Wälder beziehen. Bis heute sind diese beiden Farben charakteristisch für die Ausseer Männertracht.
Um die Mitte des 19. Jahrhunderts kam eine kurze Lederhose auf, die das Knie frei ließ. Angenehm zu tragen war diese kurze Lederhose nur im Sommer. Seit den siebziger Jahren trug man im Winter draußen im Freien über der kurzen Lederhose eine Überhose aus Lodenstoff. Sie wurde „Knöpflhose“ genannt, weil sie statt der beiden Außennähte je eine grüne Knopfleiste mit zahlreichen Knöpfen hatte. So konnte man sie an- und ablegen, ohne die Schuhe ausziehen zu müssen. Zu Beginn des 20. Jahrhunderts wurde dieses komplizierte Kleidungsstück von einer normal geschnittenen Hose aus grauem Lodenstoff abgelöst, die man im Winter trug, während die kurze Lederhose der warmen Jahreszeit vorbehalten blieb. Statt der grünen Knopfleiste hatte diese Hose an den beiden Außennähten einen mehr oder weniger breiten grünen Streifen als Besatz. Auch heute noch wird diese Hose zum Steireranzug getragen.

### Heutige Tracht

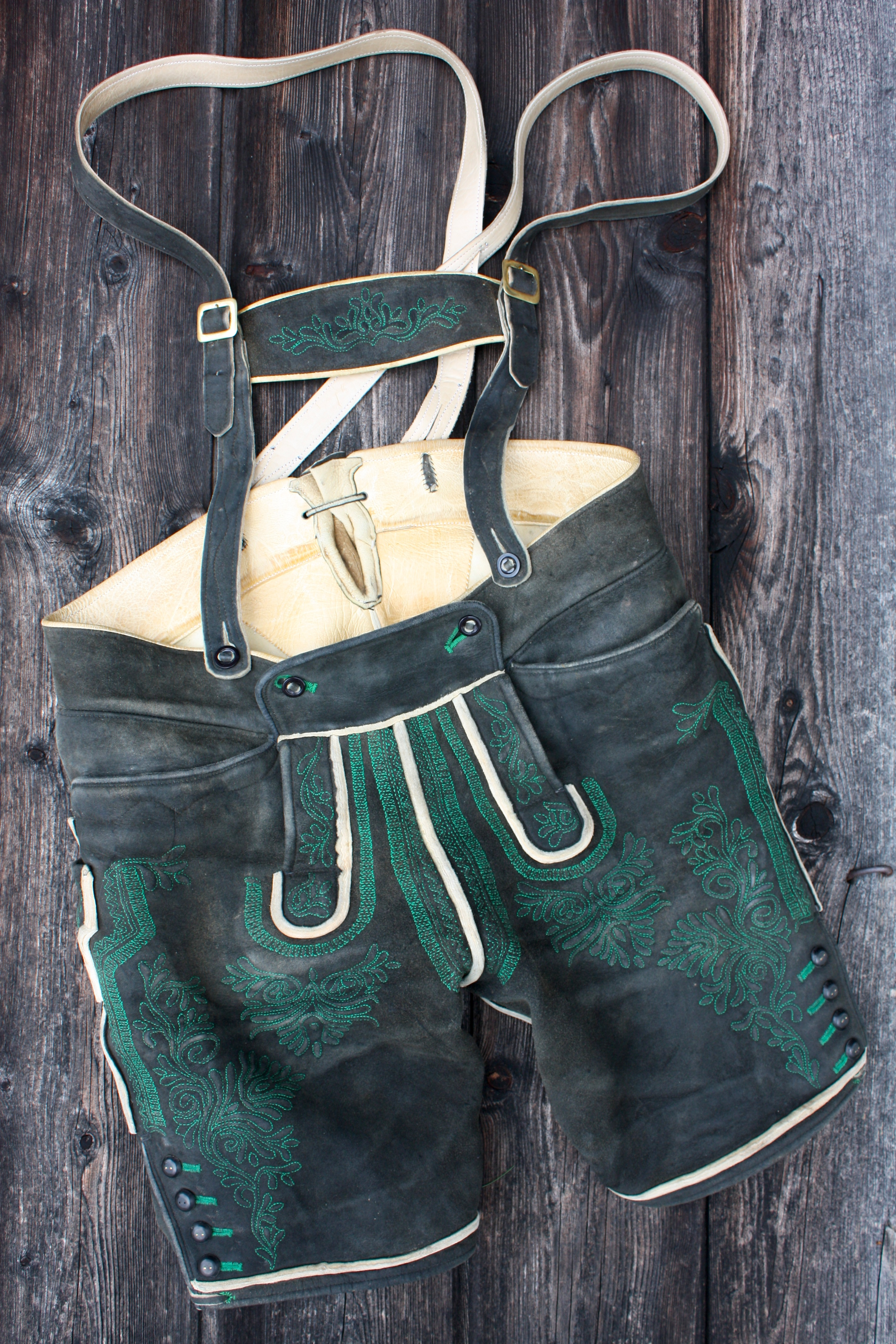
Altausseer Lederhose

Die Männerjacke wird als Spenzer bezeichnet und ist entweder aus dunkelgrünem Tuch gefertigt oder aus grauem Loden, dann jedoch mit grünem Tuchbesatz am Kragen, an den Ärmelaufschlägen und den Taschenschlitzen. Die heute noch übliche Form wird Hohenlohe-Spenzer genannt und geht auf Moritz zu Hohenlohe-Schillingsfürst zurück, der für die Ausseer Männertracht am Ende des 19. Jahrhunderts einen ähnlich starken Einfluss hatte wie Erzherzog Johann am Anfang des 19. Jahrhunderts. Verglichen mit einem normalen Sakko weist der Spenzer zwei markante Besonderheiten auf. Der Kragen ist eine Kombination von Steh- und Reverskragen und die Hirschhornknöpfe dienen lediglich der Verzierung. Geschlossen wird der Spenzer mit zwei ziselierten Silberknöpfen, die durch ein Silberkettchen miteinander verbunden sind. Der Spenzer wird sowohl zur Lederhose als auch zur grauen Stoffhose getragen.
Die Lederhose weist kunstvolle Stickereien auf und ist umso wertvoller, je mehr Ziernähte sie besitzt. Üblich sind im Ausseerland 5- bis 9-nahtige Lederhosen, es bestehen jedoch beim Bund Unterschiede. Bei der Altausseer Lederhose ist der Bund hell, darunter ist ein etwa 2–3 cm breites Lederstück, das sogenannte „Bürserl“, angestückelt. Bei der Bad Ausseer Lederhose entfällt das Bürserl. Bei der Grundlseer Lederhose ist der Bund in der Lederhosenfarbe, meist schwarz oder altschwarz. Die einfarbigen, meist grünen Strümpfe sind aus Schafwolle gestrickt und haben ein Zopfmuster.
Der schwarze Ausseer Hut ist heute nicht mehr so hoch und hat eine schmalere Krempe als noch im 19. Jahrhundert, erinnert insgesamt aber immer noch unverkennbar an den alten „Erzherzog Johann-Hut“. Daneben werden zwei andere Huttypen getragen: „der alte Steirerhut“, der eine weichere Kopfform hat, und der „Schnürlhut“, der auf den „Jägerhut“ zurückgeht und anstelle des Hutbandes eine Kordel aufweist. Als Hutschmuck beliebt sind Spielhahnfedern, der pinselförmige Gamsbart und besonders der flache, runde Radl- oder Scheibenbart. Jeder der drei genannten Hüte wird gern und oft getragen und nur selten abgenommen.

## Frauen

### 18. und 19. Jahrhundert

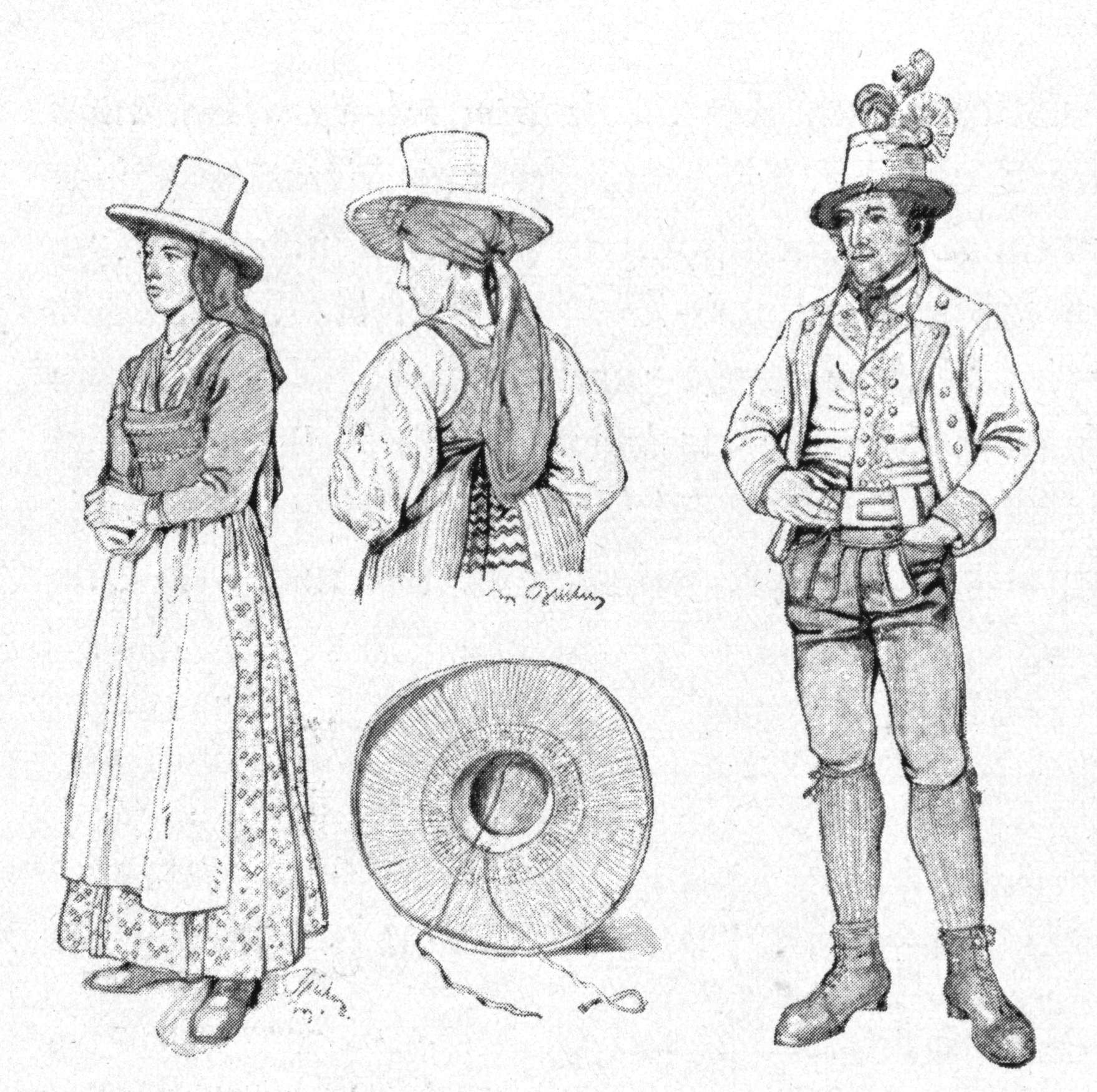
Grundlseer Trachten um 1840

Die Tracht der Frauen bestand um 1770 aus einem einteiligen „Leiblkittel“ (Leibchenrock), einer Bluse mit langen Ärmeln und einer Schürze. Alle diese Kleidungsstücke waren aus Leinen, wobei Bluse und Rock naturfarben, der Miederteil und die Schürze dagegen unterschiedlich gefärbt waren. Dazu trug die Frau einen breiten, Scheibenhut ohne Zierrat oder eine Otterfellhaube. Anfang des 19. Jahrhunderts wurde es üblich, Mieder und Rock zu trennen, wodurch sich mehr Kombinationsmöglichkeiten boten. Bluse, Mieder und Rock wurden nun mit Borten und Stickereien reich verziert. Seit der Mitte des 19. Jahrhunderts wurden auch die verwendeten Materialien kostbarer. Während bisher das Dirndl aus einfachen, waschbaren Stoffen in zarten Farben gefertigt war, wurde nun vor allem Seide in zunehmendem Maße für die Frauentracht verarbeitet. Abwechslung in diese farbenarme Tracht brachte der breitkrempige weiße Filzhut, der unter dem Namen „Salzhut“ bekannt wurde und auch in Oberösterreich weit verbreitet war. Im Unterschied zu den oberösterreichischen Frauen trugen die Ausseer unter dem Hut ein kunstvoll geknüpftes schwarzes Kopftuch aus Taft, das auch im Ennstal üblich war. Festlichen Anlässen vorbehalten war die kostbare Linzer Goldhaube.

### Heutige Tracht

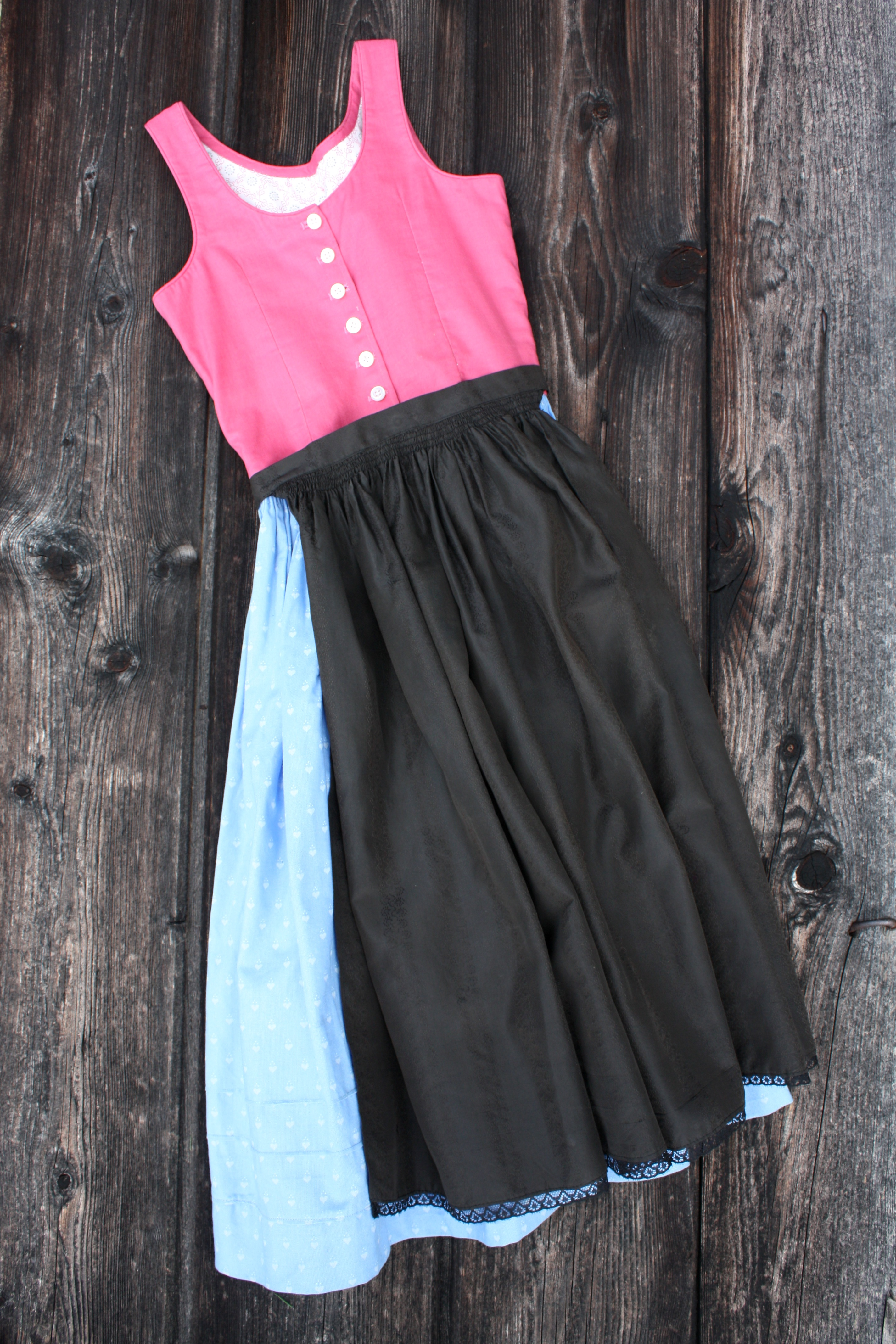
Variation eines Ausseer Dirndls

Das heute getragene Ausseer Dirndl, das weit über die Grenzen des Salzkammerguts hinaus bekannt geworden ist und den Ruf der Ausseer Tracht begründet hat, entstand um 1880. Damals wurde es Brauch, zu einer weißen Bluse ein grünes Leinenmieder mit sieben Silberknöpfen und einen rosa Baumwollrock zu tragen sowie eine Schürze aus lila Baumwollstoff. Während das Mieder ungemustert ist, haben Rock und Schürze ein zartes Blumen- oder Streifendesign. Bei festlichen Anlässen wird die lila Schürze durch eine schwarze ersetzt. Das eigentliche Ausseer Festtagsdirndl entspricht im Schnitt und bis zu einem gewissen Grade auch in der Farbkombination der Alltagstracht. Die verarbeiteten Stoffe sind jedoch aufwendiger und teurer. Während das Mieder aus dunkelgrünem oder schwarzem Samt besteht, wird für den Rock dunkelroter Wollbrokat und für die Schürze schwarzer Seidenbrokat verwendet.
Zur vollständigen Tracht gehören weiße Baumwollstrümpfe, ein handbedrucktes Seidenhalstuch mit Fransen und ein schwarzer Hut, der dem „Ausseer Hut“ der Männer sehr ähnlich ist, jedoch eine zartere Hutzier aufweist. Dies ist ein Federgesteck oder ein kleiner Radlbart. Ein wesentlicher Bestandteil der Tracht ist der Silberschmuck. Bei kühlem Wetter wird zum Dirndl häufig der Spenzer getragen, der bis in die erste Hälfte des 20. Jahrhunderts ausschließlich ein Kleidungsstück der Männer war. Gegen Regen und Kälte schützt der Wetterfleck, ein ärmelloser Umhang aus dunklem Lodenstoff in gedeckten Farben, der sowohl zur Frauen- als auch zur Männertracht getragen wird und dessen Ursprung wohl bis ins Mittelalter zurückreicht.